# Tahoma (California)
Tahoma è un census-designated place (CDP) degli Stati Uniti d'America, situato in California, diviso tra la contea di El Dorado e la contea di Placer.